# XVI. sjezd Komunistické strany Číny
XVI. sjezd Komunistické strany Číny (čínsky pchin-jinem Zhōngguó Gòngchǎndǎng dìshíliùcì quánguódàibiǎodàhuì, znaky zjednodušené 中国共产党第十六次全国代表大会) proběhl v Pekingu ve dnech 8. – 14. listopadu 2002. Sjezdu se zúčastnilo 2114 řádných delegátů a 40 speciálních delegátů zastupujících 66 milionů členů Komunistické strany Číny.
Generální tajemník Ťiang Ce-min přednesl zpávu ústředního výboru o činnosti vedení strany nazvanou „Všestranně vést výstavbu společnosti a vytvářet nové podmínky pro budování socialismu s čínskými rysy“ v níž shrnul výsledky rozvoje země od roku 1989 a cíl politiky strany definoval jako vybudování středně bohaté společnosti. Do upravených stranických stanov byla zanesena Ťiang Ce-minova „teorie trojího zastoupení“, mezi dalšími změnami stanov například v článku o přijímaní nových členů strany spojení „další revoluční představitelé“ bylo nahrazeno „přední představitelé dalších společenských vrstev“, což mělo ulehčit přijímání úspěšných soukromých podnikatelů. Na sjezdu proběhlo předání vedení strany z rukou třetí generace stranických vůdců v čele s Ťiang Ce-minem ke čtvrté generaci v čele s Chu Ťin-tchaoem.
Sjezd zvolil 16. ústřední výbor o 198 členech a 158 kandidátech, z nich 180 nových, a ústřední komisi pro kontrolu disciplíny o 121 členech. Ústřední výbor poté zvolil 16. politbyro o čtyřiadvaceti členech a jednom kandidátu a sedmičlenný sekretariát. K běžnému řízení strany vybral ze členů politbyra devítičlenný stálý výbor (generální tajemník Chu Ťin-tchao, Wu Pang-kuo, Wen Ťia-pao, Ťia Čching-lin, Ceng Čching-chung, Chuang Ťü, Wu Kuan-čeng, Li Čchang-čchun a Luo Kan), v němž z dosavadního sedmičlenného stálého výboru zůstal pouze Chu Ťin-tchao. Dalšími členy členy politbyra byli zvoleni Wang Le-čchüan, Wang Čao-kuo, Chuej Liang-jü, Liou Čchi, Liou Jün-šan, Wu I, Čang Li-čchang, Čang Te-ťiang, Čchen Liang-jü, Čou Jung-kchang, Jü Čeng-šeng, Che Kuo-čchiang, Kuo Po-siung, Cchao Kang-čchuan a Ceng Pchej-jen. Kandidátem politbyra se stal Wang Kang. Prvním tajemníkem disciplinární komise se stal Wu Kuan-čeng a předsedou ústřední vojenské komise zůstal Ťiang Ce-min (do roku 2004).